# Liste der Naturdenkmale in Bobenheim am Berg
Die Liste der Naturdenkmale in Bobenheim am Berg nennt die im Gemeindegebiet von Bobenheim am Berg ausgewiesenen Naturdenkmale (Stand 4. März 2024).

## Naturdenkmale
| Nr.         | Bezeichnung    | Lage                                       | Beschreibung           | Bild            |
| ----------- | -------------- | ------------------------------------------ | ---------------------- | --------------- |
| ND-7332-502 | Kupferbergfels | westlich des Ortes auf dem Kupferberg Lage | Buntsandsteinformation | Fotos hochladen |